# Washington Dulles International Airport
Washington Dulles International Airport (IATA: IAD, ICAO: KIAD) er en offentlig lufthavn i Dulles i Virginia, 41 km vest for centrum i Washington, DC. Lufthavnen er opkaldt efter John Foster Dulles, amerikansk udenrigsminister under Dwight D. Eisenhower. Terminalen er tegnet af arkitekten Eero Saarinen.